# Печёные яблоки

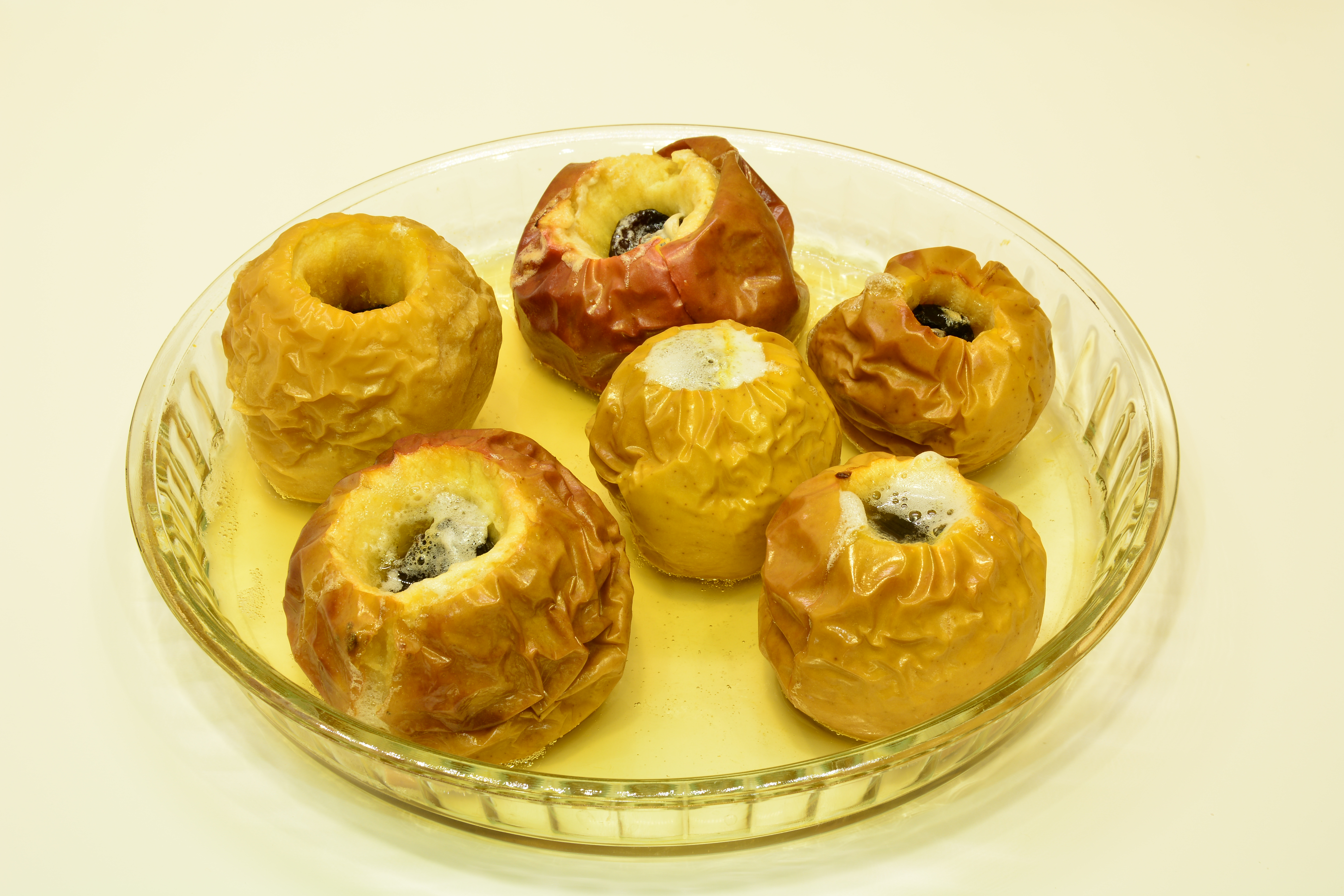
Начинённые черносливом с мёдом печёные яблоки

— Угадай, кто в мире лучший специалист по печёным яблокам? — спросил Карлсон.
Печёные яблоки — сладкое блюдо из яблок. Используются в детском и диетическом питании.
Яблоки запекают в духовом шкафу на противне очищенными от семенных коробочек. В русской кухне в отверстие от сердцевины засыпают сахар или наполняют смесью толчёных орехов с растёртыми с сахаром желтками или вареньем, в Германии яблоки перед запеканием начиняют апельсиновым джемом, цукатами, изюмом и ромом. Печёные яблоки сервируют в креманках посыпанными сахарной пудрой или политыми сахарным сиропом, мёдом либо со взбитыми сливками или ванильным соусом. Яблоки запекают также в тесте. Печёные яблоки в качестве основного блюда начиняют мясным фаршем или подают несладкими на гарнир к основному блюду.
В Германии печёные яблоки с сахаром и корицей (нем. Bratäpfel — букв. «жареные яблоки») пользуются популярностью зимой, в особенности в предрождественское время, они являются традиционным угощением на рождественских базарах. Всем немцам хорошо знакомы слова детского стихотворения «Печёные яблоки» Ф. Кёгеля 1901 года, признанной классики на южнонемецком диалекте. С исчезновением дровяных печей печёные яблоки в Германии лишились былой популярности. В швейцарской кухне печёные яблоки — одно из самых старинных и популярных сладких блюд. По цюрихскому рецепту яблоки фаршируют смесью орехов с изюмом, приправленной лимонной цедрой и сливками, и выпекают с кусочком сливочного масла сверху на противне, залитом белым вином или сидром.
В рассказе «Предпраздничное» Тэффи на примере немецкой детской книжки демонстрирует различие между русской и немецкой гастрономической культурами: непослушного немецкого мальчика Генриха наказали тем, что оставили без обеда, и «в то время как сестры и братья его ели вкусные говяжьи соусы, он принуждён был довольствоваться печёным яблоком и чашкой шоколада», а русские дети посчитали бы такое наказание за счастье.